# Doboz
Doboz este un sat în districtul Békéscsaba, județul Békés, Ungaria, având o populație de 4.336 de locuitori (2011). 

## Demografie
Componența etnică a satului Doboz
     Maghiari (91,32%)
     Romi (7,52%)
     Necunoscut (0,46%)
     Alții (0,7%)
Componența confesională a satului Doboz
     Fără religie (44,72%)
     Reformați (21,06%)
     Romano-catolici (8%)
     Necunoscută (25,09%)
     Alte religii (3,18%)
Conform recensământului din 2011, satul Doboz avea 4.336 de locuitori. Din punct de vedere etnic, majoritatea locuitorilor (91,32%) erau maghiari, cu o minoritate de romi (7,52%). Apartenența etnică nu este cunoscută în cazul a 0,46% din locuitori. Nu există o religie majoritară, locuitorii fiind persoane fără religie (44,72%), reformați (21,06%) și romano-catolici (8,0%). Pentru 25,09% din locuitori nu este cunoscută apartenența confesională.